# Ruta de Illinois 250
La Ruta de Illinois 250, y abreviada IL 250 (en inglés: Illinois Route 250) es una carretera estatal estadounidense ubicada en el estado de Illinois. La carretera inicia en el sur desde la US 50     en Noble hacia el norte en la US 50     en Lawrenceville. La carretera tiene una longitud de 53,8 km (33.44 mi).

## Mantenimiento
Al igual que las autopistas interestatales, y las rutas federales y el resto de carreteras estatales, la Ruta de Illinois 250 es administrada y mantenida por el Departamento de Transporte de Illinois por sus siglas en inglés IDOT.

## Cruces
La Ruta de Illinois 250 es atravesada principalmente por la  US 50     en Olney
 US 50     en Sumner.